# Rundfunkjahr 1919

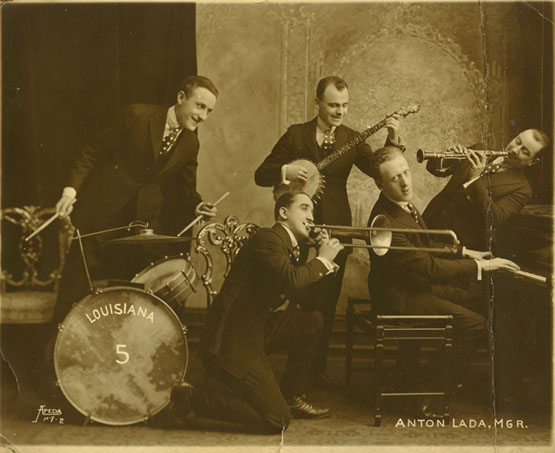
Eine Jazzband im Jahr 1919

Liste der Rundfunkjahre

Rundfunkjahr 1919 | 1920 | 1921 | 1922 | 1923 | ► | ►►

Weitere Ereignisse

## Allgemein
- Die Radio Corporation of America (RCA) wird als Aktiengesellschaft im Mehrheitsbesitz von General Electric (GE) gegründet.

## Hörfunk
Im Jahr 1919 wird die drahtlose Sendetechnik erstmals öffentlich genutzt. Bis dahin waren Rundfunkübertragungen ein Privileg des Militärs.
- In den USA entstehen zahlreiche Kleinsender. So sendet beispielsweise der Erfinder Lee De Forest (1873–1961) unter der Kennung „2XG“ fünf Mal die Woche Schallplattenkonzerte aus der Bronx.
- Januar – In Deutschland sichert die Reichspost ihren Anspruch auf das Funkwesen und gliedert dafür aus ihrer alten Abteilung „Telegraphen- und Fernsprechwesen“ eine neue Abteilung für „Funkentelegraphie“ aus.[1]
- März – Hans Bredow (1879–1959) wechselt als Ministerialdirektor zum Reichspostministerium und beginnt mit der Einrichtung eines „Reichsfunknetzes“.
- Sommer – Eine Post-Denkschrift fasst die politischen Bedenken gegen das neue Medium in Deutschland zusammen: „Eine allgemeine Freigabe der Benutzung von Empfangsapparaten zur Aufnahme beliebiger Nachrichten, wie sie in einigen Ländern erfolgt ist, in denen der Staat sich mit der Beförderung drahtlosen Nachrichten im inneren Verkehr nicht befaßt, hat seine große Bedenken, denn es würde damit jedermann technisch möglich sein, alle in der Luft befindlichen Nachrichten abzuhören.“[2]
- 28. Oktober – Testübertragung für das spätere Radio Prag. Gesendet wird sowohl Sprache als auch Musik. Als Sender dient die Radiotelegraphenstation auf dem Prager Laurenziberg (Petřín).[3]
- 6. November – Der Ingenieur Hanso Schotanus à Steringa Idzerda (1885–1944) produziert die erste öffentliche Hörfunksendung aus den Niederlanden. „Zweimal wöchentlich strahlt der Sender ein gesponsertes Konzertprogramm aus.“[4]
- 19. November – Hans Bredow hält einen Urania-Experimentalvortrag in Berlin, in dem er erstmals den Gedanken eines Rundfunks für jedermann der Öffentlichkeit vorstellt.[5]
- Dezember – Die Firma Marconi Company eröffnet in Drummondville, Kanada, die Versuchsstation „XWA“.[4]

## Geboren
- 6. April – Heinz Schimmelpfennig, deutscher Schauspieler und einer der meistbeschäftigten Hörspielsprecher, wird in Berlin geboren († 2010).
- 26. Mai – Alfons Dalma, kroatisch-österreichischer Journalist, 1967–1974 Chefredakteur des Aktuellen Dienstes im ORF, wird als Stjepan Tomičić in Otočac geboren († 1999).
- 5. September – Hans E. Schons, deutscher Schauspieler, wird in Malmedy, damals Preußen, heute Belgien, geboren († 2005). Er wird vor allem durch seine zahlreichen Rollen in Fernsehfilmen von Fritz Umgelter bekannt.
- 12. Dezember – Fritz Muliar, österreichischer Volksschauspieler, wird als Friedrich Ludwig Stand in Wien geboren († 2009). Dem Fernsehpublikum wird Muliar in zahlreichen Rollen, zunächst aber als Darsteller des Josef Schwejk in dem 13-teiligen Fernsehfilm Der brave Soldat Schwejk (1972) und später als Max Koch in Kommissar Rex (1994–1998) bekannt.